# Шпица, Екатерина Анатольевна
Екатери́на (Катери́на) Анато́льевна Шпи́ца (род. 29 октября 1985, Пермь, СССР) — российская актриса театра, кино, телевидения, озвучивания и дубляжа, телеведущая и певица.

## Биография
Родилась 29 октября 1985 года в Перми.
Родители: мать — Галина Фёдоровна Карповская, адвокат; отец — Анатолий Васильевич Шпица.
До 13 лет жила в Инте (Республика Коми). Училась в Экспериментальной французской гимназии с углублённым изучением иностранных языков. Окончила её с золотой медалью.
В 1998 году поступила в театр-студию «КОД» (Пермь). Училась на юридическом факультете Пермского государственного университета. С 15 лет работала в пермском Камерном театре «Новая драма» под руководством М. А. Оленёвой.
С января 2005 года — в Москве, снимается в фильмах, работает в московском Государственном музыкальном театре Национального искусства под руководством Владимира Назарова. Сотрудничает с Товариществом вольных артистов.
В сентябре 2013 года актриса составила пару на телешоу «Ледниковый период» с Максимом Стависким. По окончании девятого этапа пара получила приз зрительских симпатий.
В 2021 году участвовала в проекте телеканала «Россия-1» «Танцы со звёздами» в паре с Михаилом Щепкиным.
В декабре 2021 года поступила на заочное отделение факультета искусств Пермского государственного института культуры по специальности «Артист драматического театра и кино».

## Личная жизнь
Была замужем с января 2010 года за актёром и каскадёром Константином Адаевым (род. 14 марта 1975).  Сын — Герман (род. 2012). Через некоторое время после рождения сына пара рассталась.
Состояла в отношениях с актёром Алексеем Паниным.
Встречалась с кинорежиссёром Марюсом Вайсбергом, рассталась с ним в августе 2015 года.
В феврале 2021 года вышла замуж за бизнесмена, директора сети фитнес-клубов Руслана Панова (род. 1983).

## Общественная позиция
По собственным словам, ей запрещён въезд на территорию Украины за посещение Крыма после 2014 года.

## Творчество

### Роли в театре
- «Чайка» А. П. Чехова
- «Страсти по Шекспиру»
- «Елизавета Бам» — Анастасия Дмитриевна Гладкова
- «Приключения маленькой ведьмы»
- «Сказки?.. Сказки!..»
- «Ала ад-Дин» — служанка Нур
- «Родник в пустыне» — Белый Лис / Кошка Короля[9]
- «Тень» Е. Шварца — Аннунциата
- «Калигула» — Друзилла
- «Ромео и Джульетта» — Джульетта

### Роли в кино
| Год  |     | Название                          | Роль                                                                                      |
| ---- | --- | --------------------------------- | ----------------------------------------------------------------------------------------- |
| 2005 | ф   | Адам и превращение Евы            | Ева                                                                                       |
| 2008 | с   | Принцесса цирка                   | Маша, возлюбленная Чпока                                                                  |
| 2008 | с   | Синие ночи                        | Оля, пионерка                                                                             |
| 2009 | ф   | Танки грязи не боятся             | Маша                                                                                      |
| 2009 | ф   | Катя: Военная история             | Катя                                                                                      |
| 2009 | с   | Колдовская любовь 2               | Наташа                                                                                    |
| 2010 | с   | Адвокатессы                       | Настя Белинская                                                                           |
| 2010 | с   | Застывшие депеши                  | Светлана Ганичева, капитан                                                                |
| 2010 | с   | Москва. Центральный округ 3       | Настя Латкина                                                                             |
| 2011 | ф   | Смех в темноте (короткометражка)  | Магда, подруга Виктора                                                                    |
| 2011 | с   | Голубка                           | Иринка, дочь Калерии                                                                      |
| 2011 | ф   | Катя 2                            | Катя                                                                                      |
| 2011 | с   | У каждого своя война              | Милка                                                                                     |
| 2011 | с   | «Кедр» пронзает небо              | Заяц                                                                                      |
| 2011 | ф   | Правила маскарада                 | Настя                                                                                     |
| 2011 | ф   | Огни притона                      | Зинка-Гитлер                                                                              |
| 2011 | с   | Ласточкино гнездо                 | Тома                                                                                      |
| 2012 | с   | Чужое лицо                        | Ольга Макарова, лейтенант КГБ                                                             |
| 2012 | с   | Ангел в сердце                    | Рита                                                                                      |
| 2012 | с   | Опережая выстрел                  | Марина Наумова                                                                            |
| 2012 | ф   | Метро                             | Алиса                                                                                     |
| 2013 | с   | Реальные пацаны                   | Ирина, начальница Коляна                                                                  |
| 2013 | ф   | Женский день                      | Маша                                                                                      |
| 2013 | с   | Мама-детектив (вторая серия)      | Анастасия Сидоренко                                                                       |
| 2013 | кор | Волшебное Рождество в Москве      | Аня                                                                                       |
| 2014 | с   | Куприн. Яма                       | Люба                                                                                      |
| 2014 | ф   | Поддубный                         | Маша (Мими), воздушная гимнастка, возлюбленная Поддубного                                 |
| 2014 | ф   | Подарок с характером              | Настя Синицина                                                                            |
| 2014 | ф   | Весёлые ребята;)                  | Аня                                                                                       |
| 2014 | ф   | Ёлки 1914                         | Ксения, фигуристка                                                                        |
| 2015 | с   | Молодая гвардия                   | Любовь Шевцова                                                                            |
| 2015 | ф   | Ставка на любовь                  | Анна                                                                                      |
| 2016 | ф   | Экипаж                            | Виктория, бортпроводница                                                                  |
| 2016 | ф   | Пятница                           | Вера                                                                                      |
| 2016 | ф   | Завтрак у папы                    | Юлия Полонская, мама Али                                                                  |
| 2016 | ф   | Ёлки 5                            | Женя                                                                                      |
| 2017 | ф   | То, что никто не видит            | Эльза                                                                                     |
| 2017 | ф   | Ковчег                            | Нино                                                                                      |
| 2017 | ф   | Моя мама — робот                  | Алиса / Лиза                                                                              |
| 2017 | с   | Актриса                           | Евгения Крымова                                                                           |
| 2017 | ф   | Графомафия                        | девушка Шурка                                                                             |
| 2018 | ф   | Крымский мост. Сделано с любовью! | Варя                                                                                      |
| 2018 | с   | Жёлтый глаз тигра                 | Елена Дубосекина, художница                                                               |
| 2018 | ф   | Ёлки последние                    | Женя                                                                                      |
| 2019 | ф   | Молодое вино                      | Мила                                                                                      |
| 2019 | с   | Старая гвардия                    | Вера Ершова, следователь                                                                  |
| 2019 | ф   | Он+Она                            | Она                                                                                       |
| 2019 | с   | Полярный                          | Полина Глебова, работница салона DVD-проката, психолог, возлюбленная (позже жена) Виктора |
| 2019 | ф   | #Dетки                            | Ангелина Широкова (Лина Шринк), видеоблогер                                               |
| 2020 | с   | Казанова                          | Элла Моргунова, художница, сообщница и любовница Казановы                                 |
| 2021 | с   | Топи                              | Катя Лебядкина                                                                            |
| 2021 | ф   | День города                       | журналистка Света                                                                         |
| 2021 | ф   | Иваново счастье. Новые истории    | Имя персонажа не указано                                                                  |
| 2022 | кор | The Life                          | мама                                                                                      |
| 2022 | ф   | Сказка о женской дружбе           | снималась                                                                                 |
| 2022 | ф   | Расправляя крылья                 | Анна Петрова                                                                              |
| 2023 | с   | Шаляпин                           | Татьяна Репина                                                                            |
| 2024 | с   | Редкая птица                      | Анна Петрова                                                                              |
| 2024 | ф   | Он + она                          | она                                                                                       |
| 2024 | ф   | Каждый мечтает о собаке           | мама Юрки                                                                                 |

### Озвучивание и дубляж
| Год  |    | Название                     | Роль           |
| ---- | -- | ---------------------------- | -------------- |
| 2016 | мф | Синдбад: Пираты семи штормов | Солара         |
| 2019 | мф | Волшебный парк Джун          | кабаниха Грета |

### Музыкальные клипы
- 2018 — Ленинград — «Страшная месть»
- 2019 — Диана Арбенина и Ночные снайперы — «Рингтоном»

## Телевидение
- С 9 июня по 4 августа 2013 года — ведущая спортивного шоу Первого канала «Вышка» (совместно с Виктором Васильевым).
- С 8 сентября по 29 декабря 2013 года — участница шоу Первого канала «Ледниковый период» в паре с фигуристом Максимом Стависким.
- С 20 сентября 2015 года — участница третьего сезона шоу пародий Первого канала «Точь-в-точь». Перевоплощалась в Гвен Стефани, Нюшу, Анжелику Варум, Майли Сайрус, Николь Кидман, Заз, Юлию Савичеву, Аврил Лавин, Карли Рэй Джепсен, Милен Фармер и Полину Гагарину.
- В 2021 году участвовала в проекте телеканала «Россия-1» «Танцы со звёздами». Заняла четвёртое место[11].